# Kyat
Le kyat (ကျပ်, prononcé tchia) est l'unité monétaire de la Birmanie (ou Myanmar). Son code ISO 4217 est MMK.

## Historique
Avant les premières guerres anglo-birmanes (1824-1826), circulent diverses monnaies, entre autres dans le royaume d'Arakan. La Compagnie britannique des Indes orientales va occuper le littoral birman et imposer, entre autres, ses propres émissions, jusqu'à l'annexion en 1852, de la Basse-Birmanie par l'Empire britannique.

### Premier kyat (1852-1881)

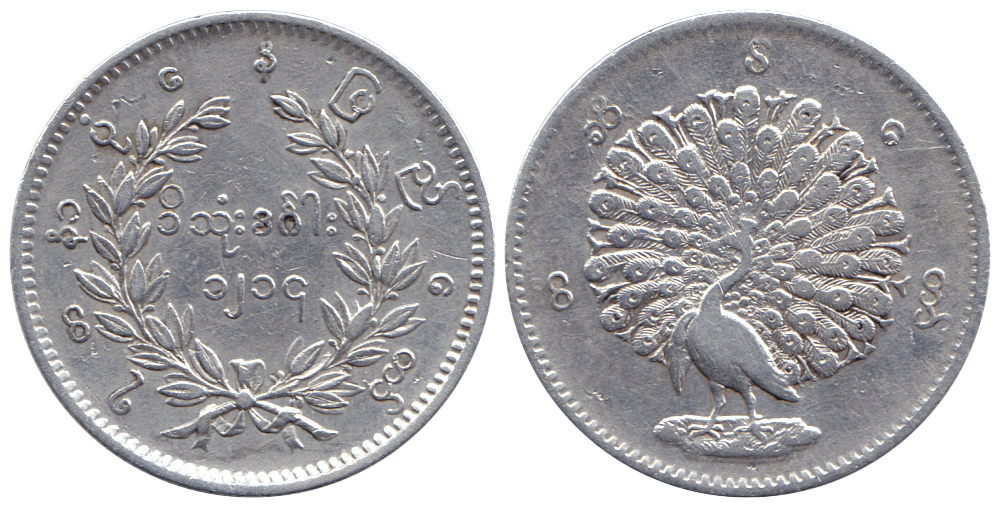
Pièce de 1 kyat en argent au paon du roi Mindon Min, 1214 (1853), avers et revers.

Une forme moderne de monnaie prend place en Haute-Birmanie, le kyat, qui est frappée à partir de 1853 sous le règne de l'avant-dernier roi birman de la dynastie Konbaung : Mindon Min fonde, dans le cadre d'importantes réformes, l'Institut royal de la Monnaie à Mandalay qui dispose pour la première fois d'un système de presse. Si certains coins ont été gravés à la Monnaie de Paris sur acier, la plupart proviennent des ateliers anglais de la Birmingham Mint (en). Il en existe plusieurs types. La plupart porte la date du calendrier bouddhiste.
Système non décimal assez complexe, au standard bi-métallique, 1 kyat d'argent = 16 pe = 64 pya. Par ailleurs, 10 mu ou 5 mat donnent 1 kyat. Par convention, 5 mu = 10 pe = ½ mohur d'or. Enfin, 16 kyat d'argent valent 1 mohur d'or pesant 11,7 g. 
Les premières frappes régulières donnent deux pièces, de 1 et 5 mat, en argent (respectivement 2,916 g et 5,832 g), datées 1853 au type du Paon. À partir de 1865, des frappes régulières s'organisent et couvrent un plus grand nombre de valeurs. Un kyat d'argent au type du Paon pesant 11,6638 g à 917 millièmes, soit l'équivalent de la roupie indienne standard, sort des presses. Les plus petites valeurs sont des pièces en plomb au type du lapin, valant ⅛e de pya. En 1866, la pièce de ¼ de pe en cuivre est émise. En 1870, sort la pièce de 2 pya en cuivre au type du « lion birman », motif qui est repris pour l'émission des pièces en or.
Il n'y eut dans un premier temps pas de billets. En 1881, l'invasion britannique du pays imposa la roupie indienne comme monnaie dans le cadre du Raj à partir de 1885, puis le 31 mars 1891, le premier kyat, qui s'échangeait au pair, cessa d'avoir cours légal.

### Deuxième kyat (1943-1945)
L'occupation japonaise décrète l'État de Birmanie et remplace la roupie par un nouveau kyat. Seuls des billets furent émis et le kyat fut divisé en 100 cents.

### Troisième kyat (depuis 1946)

Un billet de 500 kyat émis en 2004 figurant le lion birman.

Le kyat est divisé en 100 pyas. Après une période transitoire, le pays devenu indépendant décide de nouvelles émissions de kyat et pyas par une ordonnance du 1er juillet 1952. Différentes séries de billets et monnaies se succédèrent en 1966, 1987, 1991 et 1999.
Plus aucune pièce divisionnaire ne circule depuis les dernières dévaluations, en dépit d'annonces gouvernementales d'émissions.

## Particularités du système monétaire birman
Le kyat est une monnaie particulière pour diverses raisons :
- Non convertible, abstrait du marché des changes, il a cours forcé jusqu'en avril 2012.
- Sont en circulation des billets de 50, 100, 200, 500, 1 000, 5 000 et 10 000 kyats. Les valeurs des billets antérieurement émis étaient assez inhabituelles, mais correspondaient en réalité à un système ancestral lié à la numérologie : on trouvait des vignettes de 15, 25, 35, 45, 75, et 90 kyats, qui ont été retirées de la circulation en plusieurs étapes à partir des années 1970[3].
- Les billets sont fréquemment renouvelés pour lutter contre la thésaurisation et le marché noir et imposer un échange autoritaire régulier des liquidités à des cours avantageux pour le pouvoir.
- Toujours pour contrôler les flux monétaires, les touristes entrant dans le pays ont longtemps été obligés de changer 200 dollars américains contre des Foreign Exchange Certificates (FEC) à un taux gouvernemental car le marché noir sur le kyat est important. Cette obligation a été abolie au tournant des années 2000. Le taux officiel bancaire de change en janvier 2005 était d'environ 8,75 kyats pour 1 euro, alors que le cours négocié sur le marché parallèle (dans la rue), par ailleurs totalement illégal, était de 1 100 kyats pour 1 euro.

Le 1er avril 2012, le gouvernement birman modifie sa politique monétaire et annonce officiellement un taux de change officiel flottant, fixant une valeur de départ d'un dollar américain pour 818 kyats.